# Beleg van Valencijn (1567)
Het Beleg van Valencijn is een door regeringstroepen van de Habsburgse Nederlanden voltrokken belegering van de stad Valenciennes, destijds in het graafschap Henegouwen, later in Frankrijk. Het duurde van 14 december 1566 tot 23 maart 1567. Naar aanleiding van de Beeldenstorm, die de stad bereikte op 24 augustus, verschansten zich onder leiding van Pérégrin de La Grange en Guido de Brès (ook wel "Guy de Bray" genoemd) calvinisten binnen de muren van de stad. De waarnemend stadhouder van Henegouwen Filips van Sint-Aldegonde, heer van Noircarmes, onderwierp de stad na een uithongering van enkele maanden, gevolgd door een beschieting. Het beleg vond plaats in het allereerste begin van de Tachtigjarige Oorlog en wordt soms gezien als het eerste beleg hiervan.

## Voorbereiding
Valencijn was een van de belangrijkste steden die in 1566 in handen van de calvinisten viel; nog voordat de de Beeldenstorm de stad op 24 augustus 1566 bereikte, was de Prévost-le Comte uit de stad gejaagd; tijdens de Beeldenstorm werd ook de katholieke geestelijkheid verjaagd. Hoewel de magistraat (het stadsbestuur) nog katholiek was, durfde deze niets tegen de wil van het calvinistische consistorie (de kerkenraad) te doen, zodat de gereformeerden feitelijk de macht in Valencijn hadden. Onder leiding van de predikanten Pérégrin de La Grange en Guido de Brès (die in 1561 de Nederlandse Geloofsbelijdenis had gepubliceerd) werden met name armen en textielarbeiders opgezweept om massaal het werk neer te leggen en naar hun preken te komen luisteren. De fanatieke calvinistische predikanten zagen hierin een bevestiging dat het hele volk alleen nog maar Gods Woord wilde horen en dus dat het hemelse koninkrijk spoedig zou komen. Ondertussen raakte Valencijn echter in een economische crisis omdat de nijverheid sterk achteruit was gegaan doordat vele textielwerkers in plaats van te werken naar de La Grange en De Brès zaten te luisteren. Maar het tweetal maakte zich geen zorgen om zulke praktische zaken als de economie, laat staan het risico dat de regering zou proberen om de stad te heroveren. Gilles le Clercq, die tijdens de zomermaanden had gefunctioneerd als algemeen secretaris van de calvinistische beweging, was naar Valencijn toegekomen om geld te verzamelen voor oorlogsvoorbereidingen, maar hij werd weggestuurd door De Brès die zei zich niet met dat soort dingen bezig te houden.

## Omsingeling
Als waarnemend stadhouder van Henegouwen opende Noircarmes de onderhandelingen met de magistraat van Valencijn om de orde te herstellen. Noircarmes eiste dat de burgermilities, die tijdens de Beeldenstorm de kant van de protestanten hadden gekozen, werden ontbonden en dat er een garnizoen van regeringstroepen in de stad werd gevestigd om de orde te bewaren. De katholieke magistraat had daar graag aan voldaan, maar durfde het consistorie niet tegen te spreken; de calvinisten daar verzetten zich hardnekkig tegen het binnenlaten van een garnizoen. In plaats daarvan beval het consistorie dat de magistraat de stadsmuren in staat van verdediging stelde, verbeterde en versterkte (als vestingstad was Valencijn goed verdedigbaar). Omdat de magistraat geen gehoor gaf aan zijn eisen, verklaarde Noircarmes de stad op 17 september 1566 tot rebel. In november probeerde Noircarmes nog een (dure) belegering te voorkomen door landvoogdes Margaretha van Parma ervan te overtuigen de stad een handelsblokkade op te leggen. Zij wilde echter nog niet zo ver gaan en instrueerde Noircarmes om nogmaals te onderhandelen voor een vreedzame oplossing; toen dit wederom niets opleverde, begon Noircarmes Valencijn eind november en begin december te omsingelen en af te sluiten van de buitenwereld. De la Grange slaagde er in de nacht van 5 op 6 december 1566 in om de volksvergadering over te halen om (opnieuw) een garnizoen af te wijzen. Daarop werd Noircarmes' besluit van 17 september om de stad tot rebel te verklaren uiteindelijk op 14 december 1566 door de regering bij plakkaat bevestigd, waarmee Valencijn in de ban werd gedaan. De landelijke bevolking in de omgeving werd verboden om te handelen of contact te hebben met de stad, het dragen van wapens en het houden van gewapende bijeenkomst werd verboden en iedereen die deze maatregelen overtrad zou als een vijand van de koning worden behandeld. Dit verscherpte de blokkade, die steeds meer de vorm aannam van een beleg, al werd er nog niet met artillerie geschoten.

## Beleg

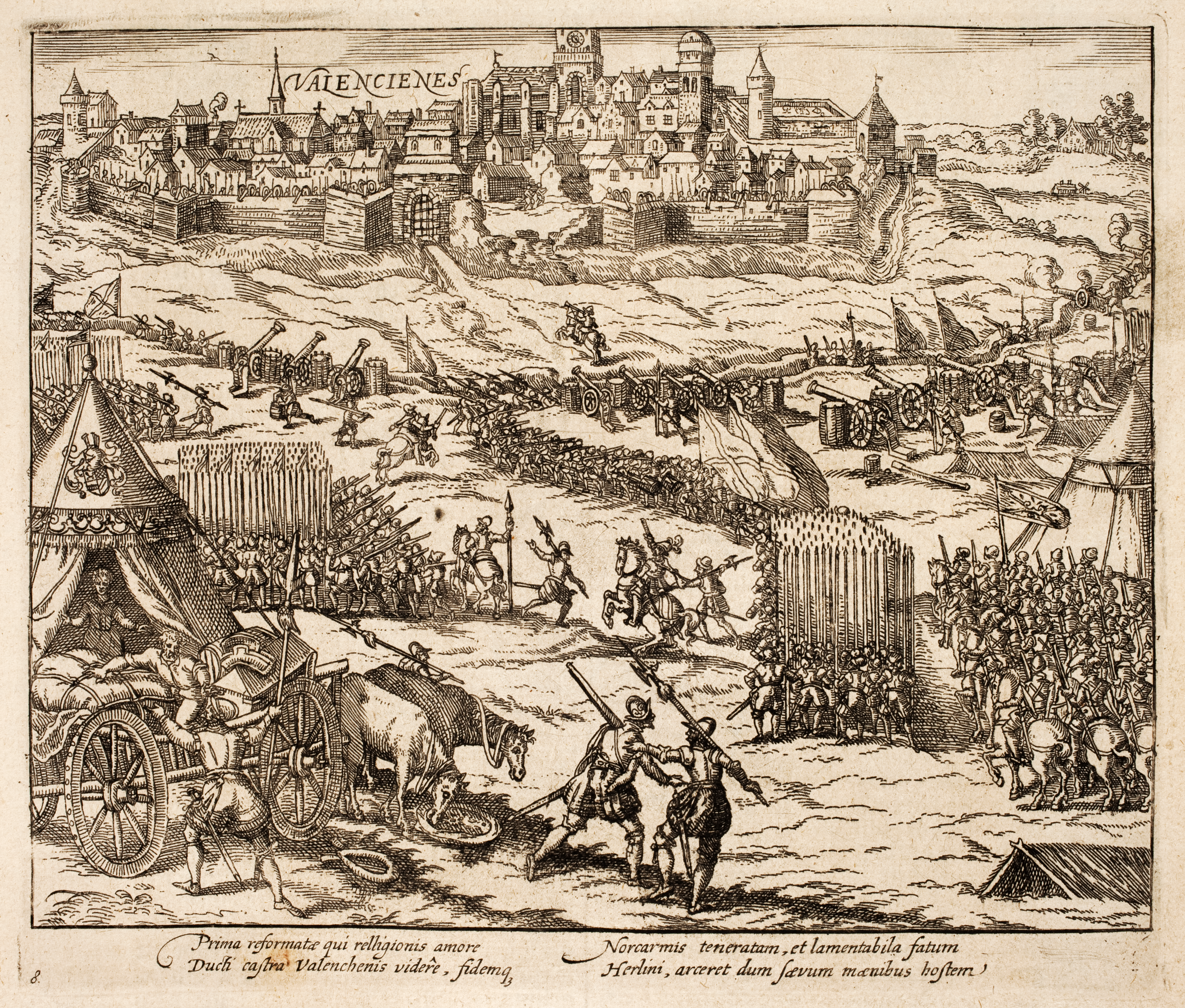
De inname van Valencijn. Frans Hogenberg

Aanvankelijk beperkte Noircarmes zich tot een insluiting zonder beschietingen om bloedvergieten te voorkomen. Een groep calvinisten probeerde onder leiding van Jan Denys Valencijn te ontzetten, maar deze werd door Rassenghien, bevelhebber van Rijsel, op 27 december in de Slag bij Wattrelos verslagen. Een andere groep strijders delfde twee dagen later het onderspit tegen Noircarmes bij Lannoy. De calvinisten beschikten aanvankelijk alleen over de 300 man sterke burgerwacht, maar begonnen eind 1566 de arbeiders te bewapenen. Naar schatting van Kuttner (1949) zouden er uiteindelijk 'veel meer dan driehonderd proletariërs en waarschijnlijk wel twee of driemaal zoveel voor de stad [hebben] gevochten'. De calvinistische theocratie die er het belegerde Valencijn werd gevestigd hebben historici vergelijkingen doen trekken met de Anabaptistische opstand in Münster (1534–1535) en Genève onder Calvijn (1536–1564).
Na de protestantse nederlagen bij Wattrelos en Lannoy werd de toestand in de stad ernstiger en Noircarmes isoleerde Valencijn steeds meer. Toen de stadhouder in de nacht van 1 op 2 januari 1567 bovendien Doornik bezette en er de calvinisten verdreef, stonden de opstandige protestanten in Valencijn er nagenoeg alleen voor. Toch bleven zij terugvechten en regelmatig uit de stad breken om in de omgeving voedsel te foerageren en weer in Valencijn terug te trekken. Verschillende contemporaine katholieke schrijvers waren verbaasd dat ongetrainde en slecht bewapende burgers het zo lang uithielden tegen de regeringstroepen. De belegeraars probeerden de verdedigers uit te hongeren door al het bruikbare land in de omgeving te plunderen en verwoesten; in de protestantse propaganda die de calvinistische rebellen richtten aan de geuzen-adel in de hoop op steun van buitenaf schilderden zij de regeringstroepen van Noircarmes die deze tactiek van de verschroeide aarde toepasten af als de gruwelijkste barbaren.
Begin maart 1567 verzamelde Jan van Marnix een geuzenleger bij Oosterweel om Valencijn te ontzetten, maar het werd op 13 maart vernietigend verslagen door Filips van Lannoy. Margaretha had nog geduld met Valencijn en stuurde Egmont en Aarschot als bemiddelaars naar de stad, maar dat liep op niets uit. De La Grange, De Brès en medestanders stonden hen hoogmoedig te woord, waarop Noircarmes op 20 maart besloot om de stad te beschieten, hetgeen 36 uur duurde. Op 23 maart 1567 (Palmzondag) gaven de verdedigers zich over en dezelfde dag nog kon Noircarmes zijn intocht houden.

## Nasleep
Aanvankelijk wisten De La Grange en De Brès te ontsnappen, maar ze werden gevangen en op 31 maart naar Doornik gebracht. De steden Doornik en Valencijn hadden nog een tijdje ruzie over wie hen mocht berechten; Valencijn won en Doornik leverde het tweetal uit. Op 31 mei 1567 stierven De La Grange en De Brès op de markt van Valencijn aan de galg. Na de capitulatie van Valencijn gaven andere calvinistische bolwerken zich ook al gauw over.